# Košarka na OI 1960.
Košarka na Olimpijskim igrama u Rimu 1960. godine uključivala je natjecanja u samo u muškoj konkurenciji.

## Osvajači odličja
|       | Zlato | Srebro | Bronca |
| Muški | SAD Jay Hoyland Arnette Walter Jones Jr. Bellamy Robert Lewis Boozer Terence Gilbert Dischinger Burdette Eliele Haldorsson Darrall Tucker Imhoff Allen Earl Kelley Lester E. Lane Jeremy Ray Lucas Oscar Palmer Robertson Adrian Howard Smith Jeremy Alan West | SSSR Yuri Korneev Yanis Krumins Guram Minashvili Valdis Mutzhniek Tsezar Ozer Aleksandr Petrov Mikhail Semyonov Vladimir Ugrekhelidze Maigonis Valdmanis Albert Valtin Gennadi Volnov Viktor Zubkov | Brazil Edson Bispo dos Santos Moyses Blas Waldemar Blatkauskas Zenny De Azevedo Carmo De Souza Carlos Domingo Massoni Waldyr Geraldo Boccardo Wlamir Marques Antonio Pasos Amaury Fernando Pereira De Freitas Antonio Salvador Sucar Eduardo Schall Jatyr |

Za reprezentaciju Jugoslavije nastupili su ovi hrvatski igrači: Josip Đerđa, Nemanja Đurić i Zvonko Petričević.